# Отиз
Отиз (фр. Autise) је река у Француској. Дуга је 67 km. Улива се у Ниортски Севр. 